# Coupe de Tunisie de football 1922-1923
Navigation
Coupe de Tunisie 1923-1924
La Coupe de Tunisie de football 1922-1923 est la 1re édition de la coupe de Tunisie, une compétition à élimination directe mettant aux prises l’ensemble des clubs évoluant en Tunisie. Elle est organisée par la Ligue de Tunisie de football (LTFA). La première édition enregistre la participation de 18 clubs sur  la soixante d'actifs au cours de la saison, à noter l’absence de quatre clubs de la division d’excellence, dont le champion de la saison, le Stade gaulois.

## Résultats

### Premier  tour préliminaire
- Goulette Sports - Football Club sioniste (5-1)
- Sporting Club de Tunis - Union sportive de Béja (3-1)

### Huitièmes de finale
| Équipe 1                     | Équipe 2                     | Score 90' |
| Racing Club de Tunis         | Union athlétique de Tebourba | 4 - 0     |
| Sporting Club de Ferryville  | Stade ferryvillois           | 1 - 0     |
| Union sportive souk-arbienne | Étoile bleue de Ghardimaou   | 6 - 0     |
| Melita Sports                | Goulette Sports              | 4 - 0     |
| Club athlétique tunisois     | L’Orientale                  | 3 - 2     |
| Lutins de Tunis              | La Radésienne                | 2 - 1     |
| Sporting Club de Tunis       | Svic Club de Tunis           | 8 - 1     |
| Avant-garde de Tunis         | Gallia Club                  | 9 - 0     |

### Quarts de finale
| Équipe 1                     | Équipe 2                    | Score 90' |
| Racing Club de Tunis         | Sporting Club de Tunis      | 3 - 1     |
| Union sportive souk-arbienne | Lutins de Tunis             | Forfait   |
| Melita Sports                | Club athlétique tunisois    | 3 - 2     |
| Avant-garde de Tunis         | Sporting Club de Ferryville | 2 - 0     |

### Demi-finales
| Équipe 1             | Équipe 2                     | Score 90' |
| Racing Club de Tunis | Melita Sports                | 4 - 1     |
| Avant-garde de Tunis | Union sportive souk-arbienne | 9 - 1     |

### Finale
| Date        | Équipe 1             | Équipe 2             | Score 90' |
| 27 mai 1923 | Avant-garde de Tunis | Racing Club de Tunis | 1 - 0     |